# İsmet İnönü
Mustafa İsmet İnönü (24. rujna 1884. – 25. prosinca 1973.), turski general, predsjednik Vlade, drugi predsjednik Republike Turske.